# Onthophagus vestitus
Onthophagus vestitus là một loài bọ cánh cứng trong họ Bọ hung (Scarabaeidae).